# Xã Laketon, Quận Brookings, South Dakota
Xã Laketon (tiếng Anh: Laketon Township) là một xã thuộc quận Brookings, tiểu bang Nam Dakota, Hoa Kỳ. Năm 2010, dân số của xã này là 169 người.